# Дубовляны (Оршанский район)
Дубовляны (мар. Тумеръял) — деревня в Оршанском районе Республики Марий Эл. Входит в состав Шулкинского сельского поселения.

## География
Находится в северной части республики Марий Эл на расстоянии приблизительно 13 км по прямой на восток-северо-восток от районного центра посёлка Оршанка.

## История
Деревня была основана в 1830-е годы переселенцами из деревня Дубовая на реке Немде, в современном Советском районе Кировской области. В 1848 году был отмечен починок Дубовской с 10 дворами, проживали 84 человека. В 1866 году здесь значилось 14 дворов и 126 жителей, в 1891 39 и 344, в 1926 59 и 302, в 1941 54 и 272. В 1870-е годы жители начали разъезжаться. На 2003 год в деревне значилось 27 домов, 23 из них принадлежали дачникам. В советское время работали колхозы «Броневик», «Путь Ленина» и совхоз «Родина».

## Население
Население составляло 11 человек (русские 100 %) в 2002 году, 3 в 2010.